# Rona Jaffe
Rona Jaffe (* 12. Juni 1931 in Brooklyn, New York City; † 30. Dezember 2005 in London) war eine amerikanische Bestseller-Autorin. 

## Leben
Jaffe wuchs als einziges Kind wohlhabender jüdischer Eltern in der Upper East Side von Manhattan in New York City auf. Sie schrieb 16 Bücher, darunter The Best of Everything, dessen Verfilmung 1959 unter anderem mit Joan Crawford unter dem Titel Alle meine Träume in die deutschen Kinos kam. Ihren letzten Roman The Road Taken veröffentlichte sie 2000. 
Die Rona Jaffe Foundation fördert mit dem Rona-Jaffe-Writers'-Award vielversprechende Nachwuchsautorinnen in den USA, so zum Beispiel 2007 die türkisch-US-amerikanische Autorin Elif Batuman.
Rona Jaffe starb am 30. Dezember 2005 in London an einer Krebserkrankung.

## Bibliografie (Auswahl)
- 1958 The Best of Everything
  - dt. Alle meine Träume. Aus dem Amerikanischen übersetzt von Johanna Thomas. Krüger, Hamburg 1959.
  - dt. Das Beste von allem. Aus dem Amerikanischen übersetzt von Susanne Höbel. Ullstein, Berlin 2012. ISBN 978-3-54829064-5
- 1960 Away from Home
- 1961 The Last of the Wizards
- 1965 Mr. Right Is Dead
- 1966 The Cherry in the Martini
- 1969 The Fame Game
- 1972 The Other Woman
- 1974 Family Secrets
- 1976 The Last Chance, Die gefährlichen Jahre (dt. Übersetzung)
- 1979 Class Reunion, Die Schulfreundinnen (dt. Übersetzung), Die Welt war so gross (dt. Übersetzung)
- 1981 Mazes and Monsters, 1982 verfilmt als Labyrinth der Monster
- 1985 After the Reunion, Diese wilden, wunderbaren Jahre (dt. Übersetzung)
- 1990 An American Love Story
- 1995 The Cousins
- 1997 Five Women
- 2000 The Road Taken, Der Weg der Rose (dt. Übersetzung)
- 2003 The Room-Mating Season